# Instituciones de Francia
Las Instituciones políticas de Francia presentan dos particularidades nacionales. Primero, no es ni un régimen parlamentario de tipo británico, en el que el Gobierno procede del Parlamento, ni un régimen presidencialista de separación de poderes de tipo americano, en el que el presidente debe pactar con el congreso: la V República es un régimen híbrido marcado por la hipertrofia de la función presidencial y la falta de contrapesos suficientes. Otra particularidad en comparación con la mayoría de las grandes democracias es un sistema electoral mayoritario a dos vueltas en vez de a una (Estados Unidos, Gran Bretaña) o en lugar de la representación proporcional (Europa continental). Este sistema favorece el multipartidismo (en la primera vuelta) y la creación de dos grandes coaliciones electorales (en la segunda vuelta), una de derechas y otra de izquierdas. El régimen francés ha evolucionado mucho, sin embargo, desde los comienzos de la V República: las instituciones y el sistema político no han dejado de transformarse hasta alcanzar sus formas actuales.

## Constitución

### Principios
Principios básicos 
Los principios fundamentales de la República Francesa están presentes en su lema «Libertad, Igualdad, Fraternidad». Esos principios están asociados con derechos políticos y sociales para cada ciudadano. Por eso, el primer artículo de la constitución proclama que «Francia es una república indivisible, laica, democrática y social».
- «Una República indivisible» significa que ninguna parte del pueblo francés ni ninguno individuo puede ejercer la soberanía nacional. Sólo el pueblo ejerce tal soberanía mediante representantes o referéndum. La unidad e indivisibilidad también garantiza la aplicación sin discriminación del derecho sobre el territorio nacional.
- El aspecto laico de la República es una particularidad de Francia. Se refiere al principio de la libertad de creencias y de igualdad de todos los ciudadanos frente a la ley. Implica la separación de las Iglesias y del Estado. Ninguna religión puede tener un estatuto privilegiado en la República y cada individuo tiene la entera libertad de opinión y de fe.
- El aspecto democrático de la República implica el respeto de las libertades fundamentales y la designación de los individuos en los diferentes poderes mediante el sufragio.
- El aspecto social se fundamenta en el principio de igualdad: se trata de contribuir a la cohesión social y de mejorar las condiciones de vida de los menos favorecidos.

 Soberanía 
La constitución define los principios de la soberanía nacional en el título primero (De la Soberanía). Afirma que «la soberanía nacional pertenece al pueblo que la ejerce mediante sus representantes y por referéndum». Define la república como el « gobierno del pueblo, por el pueblo, y para el pueblo».
La constitución también recuerda que la soberanía es una e indivisible, «ninguna parte del pueblo ni ningún individuo puede atribuirse el ejercicio de ella». Tal concepción rechaza toda organización de tipo federal del Estado.
El sufragio es la expresión de la soberanía. La Constitución afirma que «el sufragio puede ser directo o indirecto» y que es «siempre universal, igual y secreto». El papel de los partidos y organizaciones políticas es también expresamente reconocido en el funcionamiento de las instituciones: «participan en la expresión del sufragio». La revisión de la constitución de julio de 2008 refuerza este papel, porque afirma su participación en la vida democrática de la nación.
El pueblo es la única fuente del poder. El ejercicio del poder se hace en su nombre, y su legitimidad resulta de su voluntad expresada en el sufragio universal. El Presidente de la República y la Asamblea Nacional ejercen la soberanía nacional, ya que son elegidos por sufragio universal directo. También el pueblo puede expresarse en referendos, para ciertos proyectos de leyes y revisiones de la constitución.
 Símbolos 

Los símbolos y los emblemas de la V República reflejan la tradición republicana:

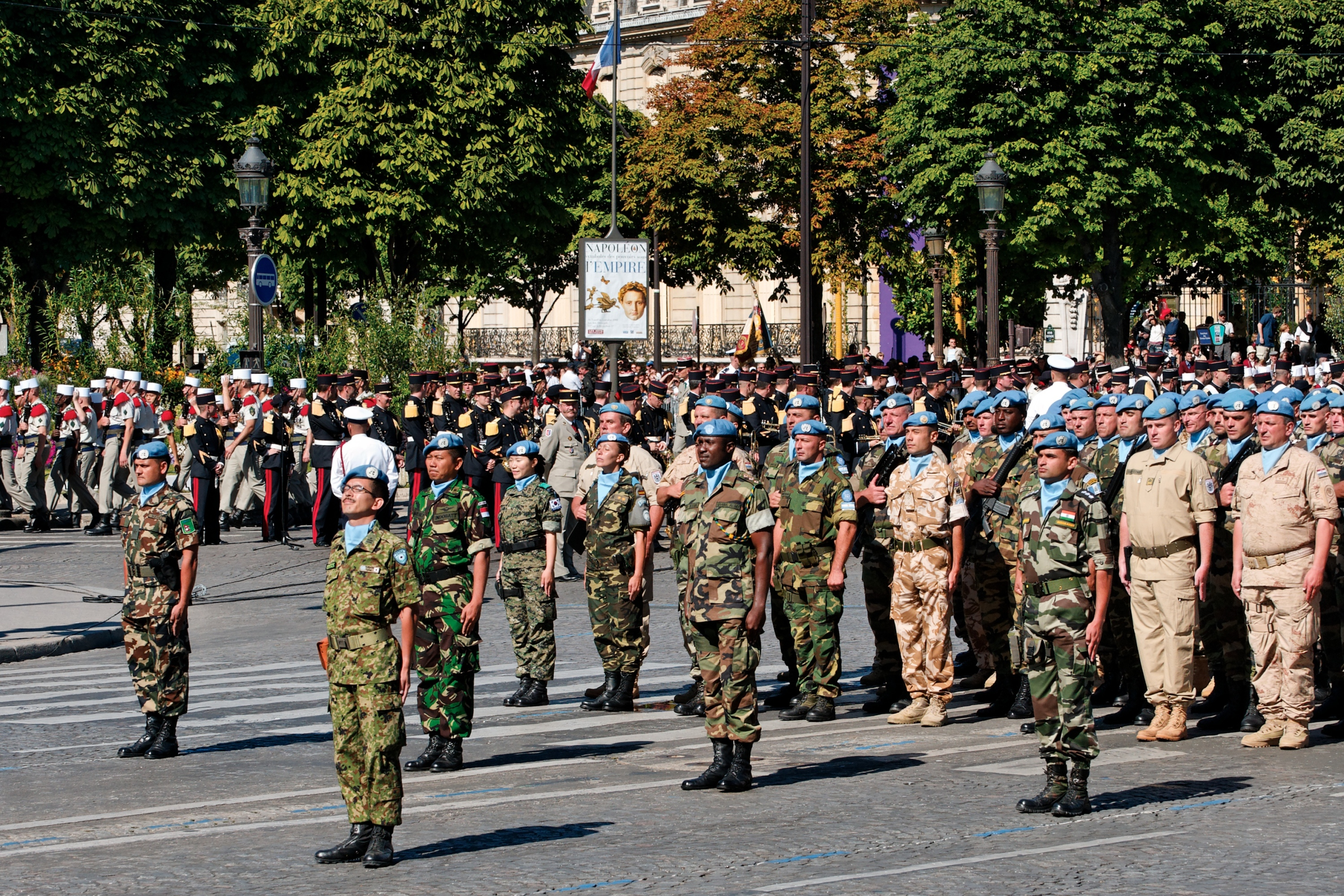
Un desfilado militar el 14 de julio en París

- «El emblema nacional es la bandera tricolor, azul, blanco, rojo» y «el himno nacional es la Marsellesa».[2] Esos símbolos fueron adoptados definitivamente a principios de la Tercera República. Son el recuerdo de la Revolución Francesa.[3] Los tres colores de la bandera aparecieron el 17 de julio de 1789. El blanco es el símbolo de la monarquía, y el rojo y el azul son las colores de la ciudad de París.[4] La Marsellesa fue escrita en Estrasburgo en 1792 por Rouget de Lisle.[5] En aquella época, estaba "Canto de guerra para el ejército del Rhin", y se volvió el himno nacional con un decreto de la Convención del 26 messidor año III (es decir el 14 de julio de 1795, pero los revolucionarios adoptaron un nuevo calendario en 1792). El 14 de febrero de 1879, el Parlamento reafirmó este símbolo.[6][7]
- Mariana es el símbolo de la República. Las primeras representaciones de ella aparecieron bajo la Revolución Francesa, pero no se conoce el origen de su nombre. Se convirtió en el símbolo de la República a partir de los años 1880. Su busto está presente en cada ayuntamiento, al lado del retrato del Presidente de la República.[8]
- El 14 de julio es el día de la fiesta nacional[9] desde principios de la Tercera República (ley del 6 de julio de 1880).[10]

Hay también condecoraciones, incluyendo la famosa Legión de Honor, creada por Napoléon Bonaparte con la ley del 29 Floréal año X. También fue creado el Ordre National du Mérite con un decreto del 3 de diciembre de 1963.

### Historia de la constitución
La Cuarta República 
Antes de 1958, las instituciones se caracterizaban por una fuerte inestabilidad ministerial: más de ciento cuatro gobiernos se sucedieron entre 1871 y 1940 y veinticuatro entre 1947 y 1958. Esta inestabilidad se debía a la predominancia del Parlamento en el sistema jurídico de las Segunda y Tercera Repúblicas, elegido mediante voto proporcional, lo que favorecía el multipartidismo. El Parlamento controlaba totalmente el gobierno, decidiendo su composición gracia al proceso de la investidura (que obliga al gobierno a ser aprobado por el Parlamento) y cuestionando su responsabilidad. Muchas veces los partidos se aliaban para derribar los gobiernos, y resultaba muy difícil llegar a un acuerdo entre ellos para formar un gobierno consensual y duradero. Esa situación acarreó largos periodos de crisis y parálisis ministerial.
El ejecutivo tenía pocos poderes y no tenía los medios de enfrentar el Parlamento. El derecho a la disolución del Parlamento existía, pero en práctica no se lo utilizó. Bajo la Segunda República, el presidente de la República tenía esta derecho, pero el jefe de Estado solo tenía un papel honorífico y no tenía poderes reales. Así después de la disolución por Mac-Mahon en 1877, ningún presidente volvió a utilizarlo. Bajo la Cuarta República, el presidente del Gobierno tenía el poder de disolución, pero había condiciones restrictivas para utilizarlo, así que esas condiciones solo fueron reunidas una vez, en 1955, única disolución del periodo.
 Condiciones históricas 
Las instituciones de la Quinta República fueron creadas en el contexto de la crisis argelina. El problema argelino acarreó fuertes divisiones políticas, así, no había consenso en la Asamblea Nacional para aprobar un gobierno. A comienzos de 1958, cinco gobiernos se sucedieron en cinco meses. El gobierno de Maurice Bourgès-Maunoury no duró más que tres meses, el de Félix Gaillard, seis meses. A partir del 15 de abril de 1958, los diputados no pueden lograr un acuerdo para un nuevo Presidente del Consejo (jefe del gobierno).
Mientras tanto, la crisis argelina estaba continuando, y el 13 de mayo de 1958, algunos generales del ejército francés intentaron un putsch militar, creando en Argel un "Comité de Salut Public", lo que significa que ya no reconocían la autoridad del gobierno francés. Frente a la urgencia, los diputados nominaron Pierre Pfimlin el mismo día para formar un gobierno. Pero los generales de Argel se empeñaron y Pierre Pfimlin dimito el 28 de mayo.
El primero de junio, para evitar un golpe de Estado, los parlamentarios acudieron al general de Gaulle y lo aprobaron para formar un nuevo gobierno. El Parlamento aprobó el 3 de junio de 1958 una ley que permite que el nuevo gobierno instale nuevas instituciones, bajo ciertas condiciones (régimen parlamentario, por ejemplo). Esta ley obliga el texto instituyendo nuevas instituciones a ser aprobada por referéndum. Este referéndum tuvo lugar el 28 de septiembre de 1958. La nueva constitución es aprobada, y se volvió oficial el 4 de octubre de 1958.
 Cronología detallada 
 Novedades 

### Evolución y modificaciones
La Constitución de 1958 fue modificada 15 veces entre 1958 y 2008. Inicialmente, había dos procedimientos para modificarla, pero una fue rápidamente eliminada. El procedimiento clásico tiene diferentes etapas: propuesta por el primer ministro o un parlamentario, iniciativa del Presidente de la República, revisión de la propuesta por las dos cámaras hasta la aprobación definitiva de un texto, ratificación por el Congreso o por un referéndum. El referéndum es preciso la propuesta es de origen parlamentaria.
 La elección del presidente al sufragio universal 
A pesar de que la elección del presidente por sufragio universal directo es ahora la principal característica de la Quinta República, esta no aparecía en el texto original de la Constitución. De hecho, fue introducida a través de un referéndum decidido por el presidente de Gaulle en octubre de 1962.
 La evolución progresiva del régimen 
 Las cohabitaciones 
 La revisión de julio de 2008 

## Funcionamiento de las instituciones

### Presidente de la República
Las elecciones presidenciales 

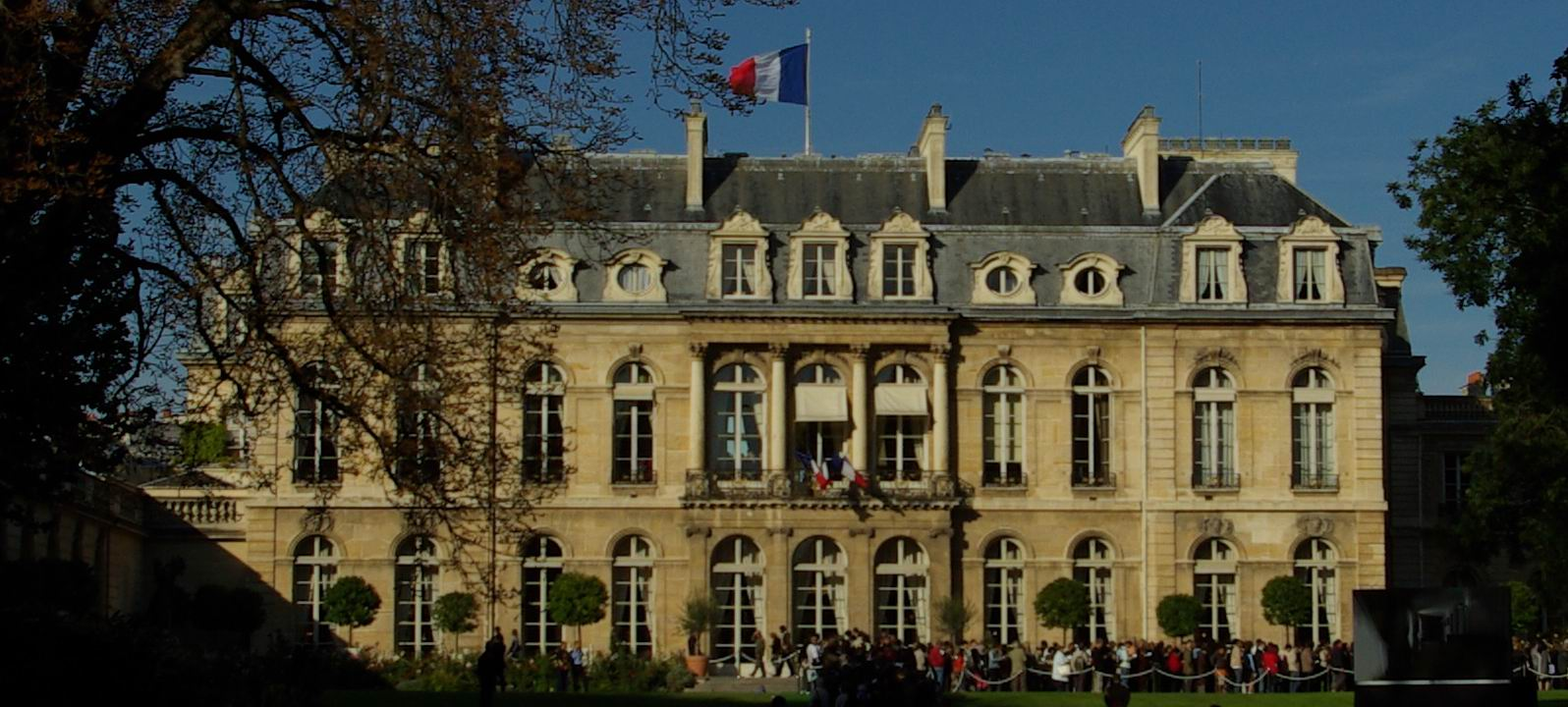
El Palacio del Elíseo, en París, residencia del Presidente

Según la constitución, hay algunas condiciones jurídicas para ser candidato a las elecciones presidenciales: tener la nacionalidad francesa, tener al menos 23 años y tener el derecho de votar, haber cumplido las obligaciones relativas a los textos de reclutamiento del ejército. El candidato debe reunir las firmas de 500 elegidos, originarios por lo menos de 30 comunidades o departamentos diferentes, con al mayor una décima parte de ellos originarios del mismo departamento o comunidad. Este procedimiento es para evitar demasiadas solicitudes, y favorecer las candidaturas más serias y creíbles. Sin embargo, en las elecciones de 2002, dieciséis candidatos pudieron presentarse. Por fin, cada candidato debe presentar al Consejo Constitucional una declaración de su situación financiera y una cuenta de campaña, para garantizar la transparencia de la campaña electoral.
 Política exterior 
El Presidente encarna la autoridad del Estado: garantiza que el texto constitucional sea respetado, y garantiza el funcionamiento normal del gobierno. Es el garante de la independencia nacional, de la integridad territorial y del respeto de los tratados firmados por Francia. Es el líder de los ejércitos, lo que significa que es el líder estratégico de la defensa nacional. También es la única persona que puede decidir la utilización del fuego nuclear.
En práctica, el "jefe del Estado" es el líder de la diplomacia y de las relaciones exteriores. Se habla de la "zona reservada", aunque nada en la Constitución le da este papel prominente. Negocia y ratifica los tratados, acredita a los embajadores franceses en el extranjero, lidera las delegaciones francesas en todas las cumbres internacionales y europeas. Así pues, incluso en los periodos de cohabitación, el presidente tiene un predominio en la materia. Los ministros de Defensa y Relaciones Exteriores son a veces elegidos por el presidente, y tienen un papel limitado.
 El artículo dieciséis 
El Presidente también tiene poderes interiores, pero mucho más limitados que los poderes exteriores. Sin embargo, en comparación con las repúblicas anteriores, son poderes significativos. El famoso y polémico artículo 16 de la Constitución le permite adoptar todas las medidas necesarias en casos de emergencia nacional. Esta posibilidad se llama poderes de emergencia o de excepción. Es una novedad absoluta en la tradición republicana.
Sin embargo, ese artículo no introduce un peligro dictatorial, porque solo se trata de una concentración temporal de los poderes para salvaguardar la democracia y restaurar el funcionamiento del gobierno, tan pronto como sea posible. Además, el texto establece condiciones estrictas para su aplicación: la existencia de una amenaza grave e inmediata que pesa sobre las instituciones de la República, la independencia de la nación o la integridad territorial, y la interrupción del funcionamiento normal del gobierno y de las instituciones. También, antes de la aplicación de este texto, el presidente deberá consultar al primer ministro, los Presidentes del Consejo Constitucional, e informar a la nación mediante un mensaje. El texto fue utilizado solo una vez, del 23 de abril al 29 de septiembre de 1961, tras el golpe de Estado de los generales en Argelia, por el presidente De Gaulle.
 Política interior
Aparte del artículo 16 (que se utiliza en casos extremos), el presidente tiene poderes limitados en cuanto a la política interior, porque necesita la aprobación del Congreso. En consecuencias, sus poderes dependen de la mayoría parlamentaria.
En todos casos, cual sea la mayoría parlamentaria, el presidente nombra al primer ministro, y entonces a los otros ministros, a propuesta de este último. Nunca puede revocar al gobierno, en teoría es el primer ministro quien propone su renuncia, y el presidente la acepta o no. Es obvio que en periodos de cohabitación, el presidente debe elegir el primer ministro según los deseos de la oposición, y no puede cambiar el gobierno. Pero cuando su partido tiene la mayoría parlamentaria, el presidente puede elegir los ministros que desea y revocarlos en cualquiera momento.
Según la Constitución, «el gobierno determina y conduce la política de la nación». Pero cuando las mayorías parlamentarias y presidenciales son idénticos, el jefe de Estado desempeña un papel esencial y determinante. Tiene casi todos los poderes en materia de política interior. Establece las orientaciones generales de esa política, y el primer ministro solo aplica el programa presidencial. En contrario, en periodos de cohabitación, únicamente el primer ministro determina la política nacional, y el presidente se preocupa de la política exterior y de la defensa.

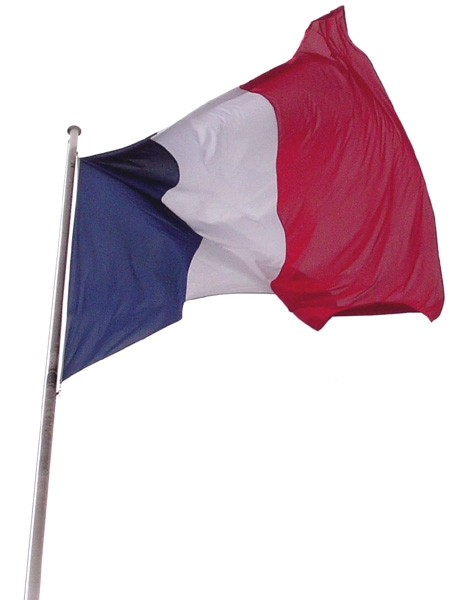
La bandera tricolor representa la monarquía y la ciudad de París

 Poderes institucionales 

### Parlamento
El parlamento francés consiste en dos cámaras: la Asamblea nacional y el senado. La Asamblea nacional es elegida directamente por los votantes, su sede es el Palacio Bourbon, en París. El Senado es elegido indirectamente, su sede es el Palacio del Luxemburgo. El Parlamento representa el pueblo mediante dos misiones: adoptar leyes y controlar la acción del gobierno. La Constitución de 1958 limita mucho los verdaderos poderes del Parlamento francés. No es un régimen de asamblea en el que las cámaras tienen un poder ejecutivo, pero más bien un régimen parlamentario, aun si en realidad, el Parlamento tiene poco control sobre la política del gobierno.

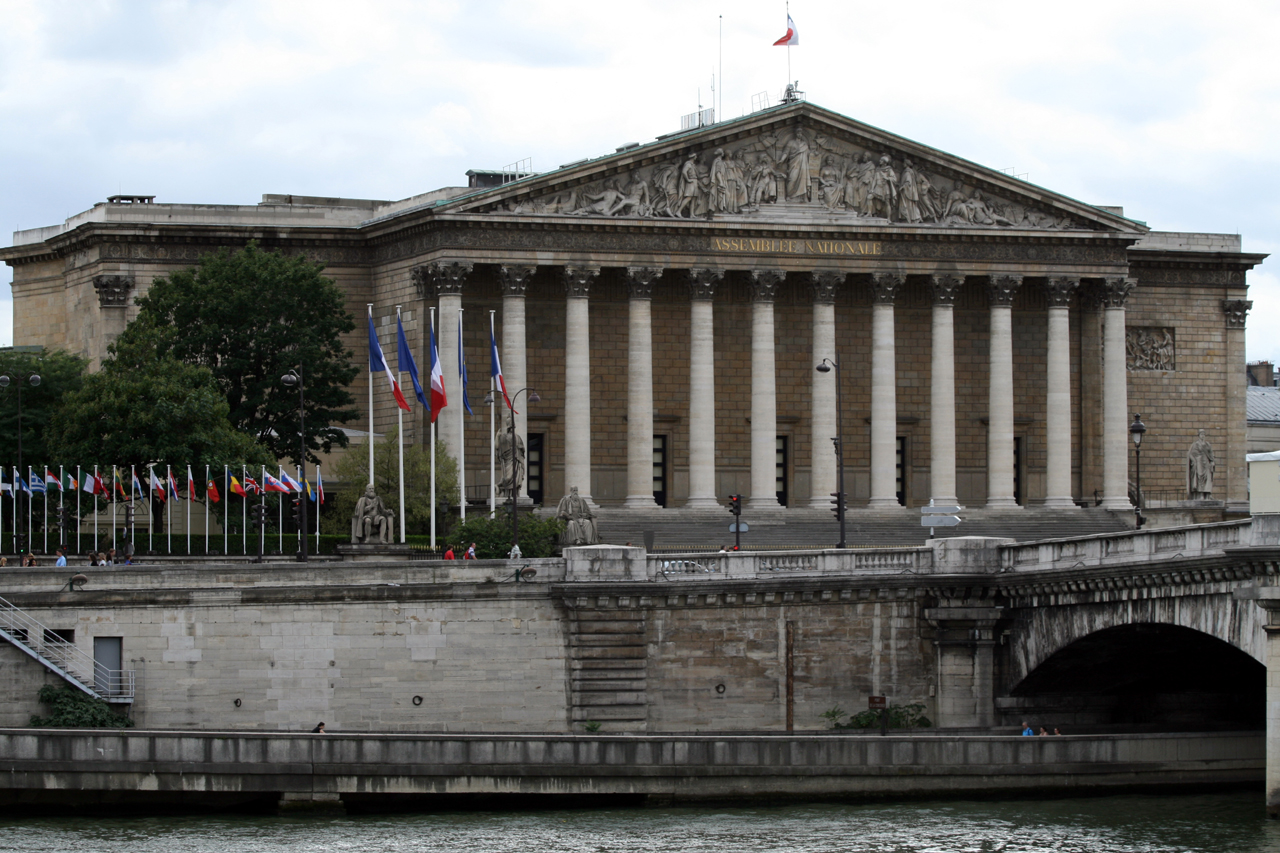
El Palacio Bourbon, en París, sede de la Asamblea Nacional

La principal función es discutir y adoptar leyes propuestas por el gobierno o parlamentarios. En particular, tiene el papel tradicional e histórico de adoptar leyes de financiación para el gobierno, pero también para la Seguridad Social (que en Francia es distinta del estado central). La asamblea nacional puede derribar el gobierno, aun si solo ocurrió una vez en la historia de la Quinta República. Las dos cámaras pueden organizar investigaciones sobre las acciones gobernantes.
 Composición 
En la legislatura de 2007, hay 577 diputados en la Asamblea Nacional. Son elegidos para cinco años desde 1958, con elecciones cada cinco años. Cada departamento tiene un número de diputados proporcionalmente a la población del distrito. Los diputados deben estar presentes para adoptar leyes. Pueden proponer nuevas leyes, proponer modificaciones de una ley, y hablar a los otros diputados durante discusiones de una ley. Sesenta o más diputados pueden llamar al Consejo constitucional para que examine si la ley adoptada es en conformidad con la constitución. Los diputados pueden interrogar a los ministros sobre su política, crear comisiones de investigación, y puede proponer una moción de censura del gobierno.
 Elecciones 
Para presentarse en una elección parlamentaria y ser elegido, hay que cumplir dos tipos condiciones. Las condiciones básicas son la nacionalidad francesa, los 23 años de edad para los diputados, 30 años para los senadores (desde la reforma de 30 de julio de 2003, contra 35 antes), y el derecho a voto. También hay que ser elegible. La inelegibilidad, lo que impide a presentarse o ser elegido, se relaciona a los derechos cívicos (condenados a la privación de los derechos civiles, electos sancionados por no haber cumplido sus obligaciones) a ciertas puestos de trabajo (el caso de algunos altos funcionarios).
También los partidos tienen condiciones específicas que cumplir. Deben declarar las candidaturas (para verificar la elegibilidad). Desde 2000, los partidos deben respetar la paridad entre hombres y mujeres en las elecciones senatoriales y legislativas, para evitar sanciones financieras. Por fin deben respetar criterios sobre la financiación de la campaña electoral.
No es posible ser parlamentario y al mismo tiempo pertenecer al gobierno. También se prohibió la pertenecía al Parlamento europeo y a otros puestos en la administración pública.
- Diputados

La campaña legislativa comienza 20 días antes de la elección. Hay una campaña oficial en radio y televisión para los partidos políticos y sus candidatos. Los fondos recaudados para financiar la campaña son controlados muy estrictamente. Los gastos están limitados en 38 000 €. No es posible para las empresas contribuir a las campañas y las donaciones individuales están limitadas. El Estado reembolsa los gastos de propaganda para cada candidato que obtiene al menos 5% de los votos en la primera ronda.
Los diputados son elegidos por mayoría simple en dos rondas. Es elegido en la primera ronda el candidato con más de la mitad de los votos emitidos, si representan al menos el 25% de los votantes inscritos en el censo electoral (si no hay una segunda ronda). Se presentan en la segunda ronda los candidatos que tuvieron al menos el 12,5% de los votantes registrados. Si el número de votos es idéntico, gana el candidato de más edad.
- Senadores El Palacio de Luxemburgo, donde se encuentra el Senado francés.

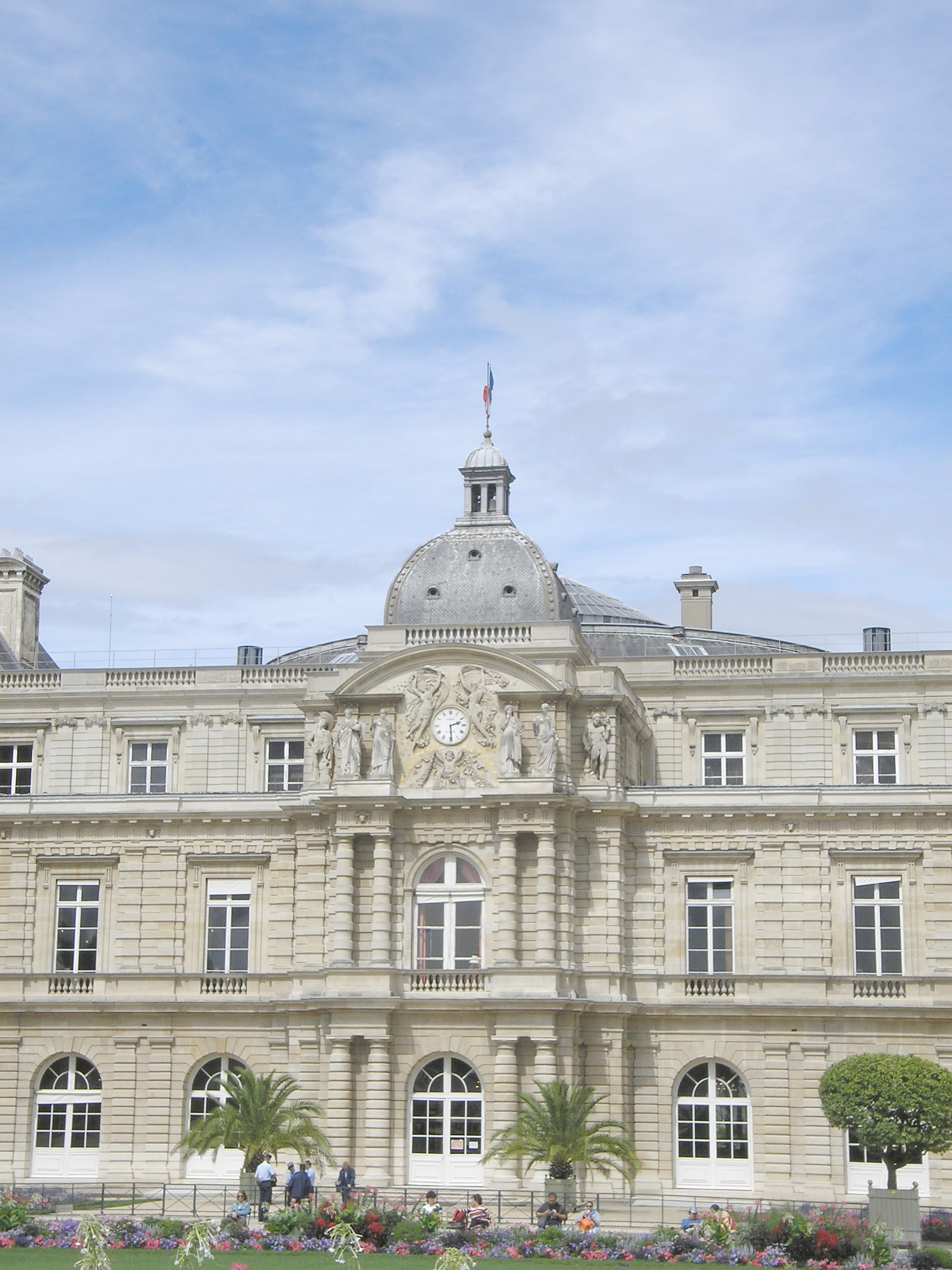
El Palacio de Luxemburgo, donde se encuentra el Senado francés.

Son elegidos por dos sistemas electorales distintos. Desde la reforma del 30 de julio de 2003, hay dos rondas cuando hay tres o menos senadores que elegir (es el caso en 70 departamentos). Como para las legislativas, el candidato que obtenga la mayoría absoluta de votos que representan el 25% de los votantes registrados es elegido.
En los departamentos donde hay por lo menos 4 senadores electos (en 30 departamentos) se aplica el sistema de representación proporcional. Los candidatos se agrupan en las listas que contienen tantos nombres como los escaños, con alternancia de hombres y mujeres. Las listas están bloqueadas. Los escaños se distribuyen entre las listas según los votos obtenidos.
En 2011, 168 escaños del Senado se adjudicará al sistema de dos rondas y 180 por representación proporcional.
 Funcionamiento 

### Consejo Constitucional
El Consejo Constitucional, creado en 1958, tiene que garantizar el cumplimiento de la Constitución. Controla la constitucionalidad de las leyes y de los tratados internacionales, es decir verifica su cumplimiento con la Constitución. Este control es obligatorio y sistemático para las Leyes Orgánicas pero no para las leyes ordinarias y los compromisos internacionales.
Por ejemplo, garantiza la delimitación de las competencias del poder ejecutivo y la universidad Parlamento, es decir se verifica que el Parlamento interviene en el ámbito definido por la Constitución. También garantiza que las leyes cumplan con los derechos fundamentales y las libertades de los ciudadanos. También controla el buen funcionamiento de las elecciones presidenciales, de las elecciones legislativas y senatoriales, y de los referendos.

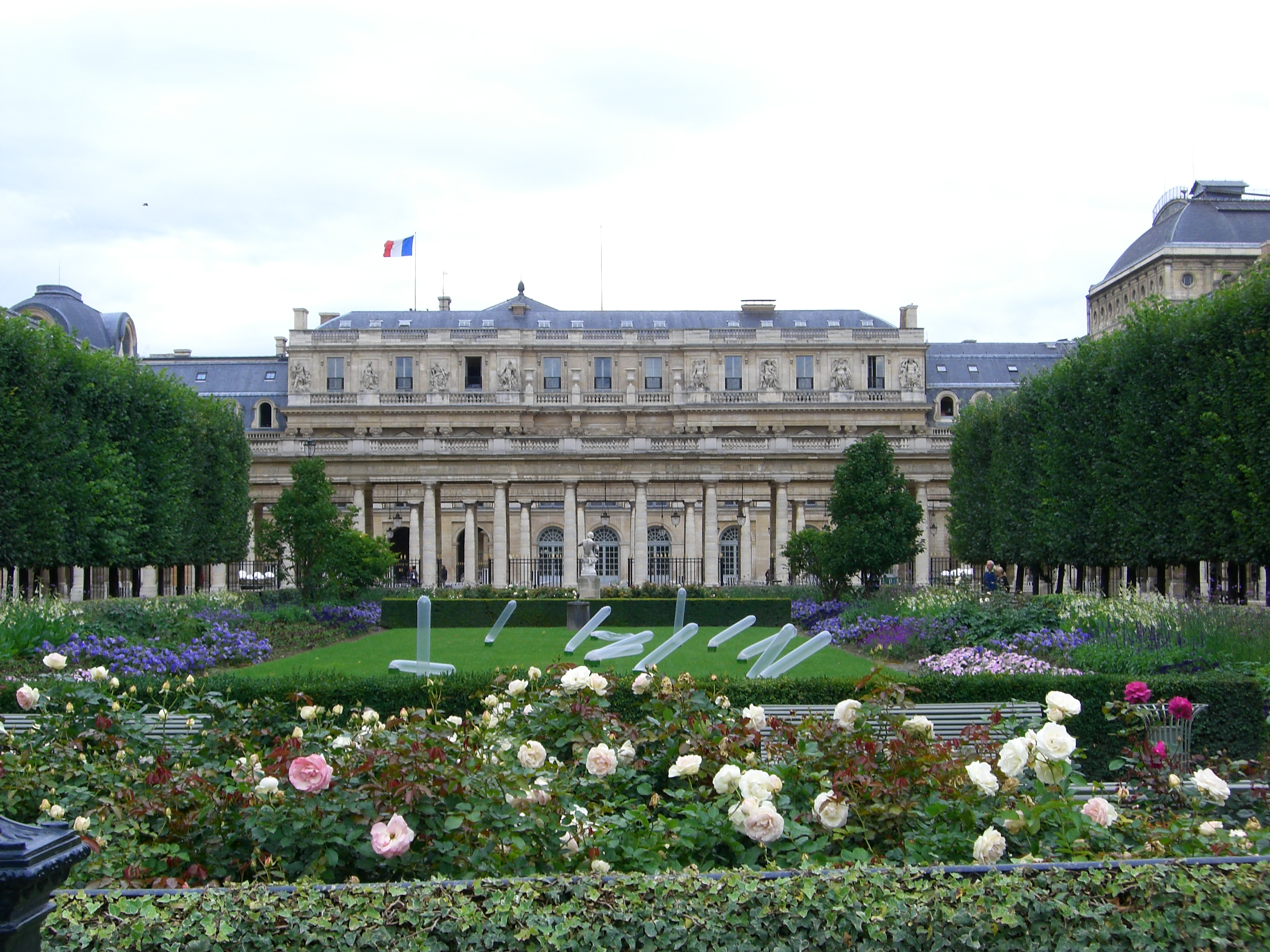
El Palais Royal, en París, donde se encuentra el Consejo Constitucional

Para la gran mayoría de las leyes (aparte de las leyes orgánicas), el Consejo Constitucional no puede intervenir solo. Hay que esperar que alguien lo solicite. En 1958, cuando fue creado, sólo cuatro autoridades podían solicitarlo: el presidente, el primer ministro, el presidente del Senado y presidente de la Asamblea Nacional. Con la modificación de la Constitución del 29 de octubre de 1974, sesenta diputados o sesenta senadores pueden consultarlo. Con esta reforma, hubo muchos más recursos. Desde 2008, los ciudadanos franceses pueden solicitar la revisión judicial de las leyes si creen que violan sus derechos y libertades (como era el caso en otros países desde hace mucho tiempo).
 Miembros 
El Consejo Constitucional incluye nueve miembros. Tres miembros son nombrados por el presidente de la República, tres por el presidente del Senado, tres por el presidente de la Asamblea Nacional. El mandato de cada miembro es de nueve años y no es renovable. Cada tres años, se renueva un tercio del Consejo: el presidente de la República, el presidente del Senado y Presidente de la Asamblea Nacional designan a un nuevo miembro. El presidente del Consejo, que decide últimamente en caso de empate, es nombrado por el presidente de la República.
Los expresidentes de la república también son miembros de derecho a la vida, y se suman a los nueve miembros elegidos. En la década de 1960, Vincent Auriol y René Coty, ambos expresidentes en la IV República, formaron parte del Consejo. A partir de abril de 2004, Valéry Giscard d'Estaing también pudo formar parte (no estaba posible antes porque tenía mandatos electorales) y desde junio de 2007, Jacques Chirac. Así desde 2007, hay once miembros en el Consejo.
Hay condiciones que garantizan la imparcialidad de los miembros del consejo constitucional. Todos dan un juramento al presidente de la república, por lo que se comprometen a cumplir su misión adecuadamente, mantener en secreto las deliberaciones y votaciones, incluso después de su mandato, no expresar ningún opinión personal a propósito del caso discutido por el Consejo (para garantizar la independencia respecto a la opinión pública). Desde 1995, no es posible ser un miembro si uno es ministro, miembro del parlamento francés o europeo, o con un mandato electoral. Los miembros del Consejo también están sujetos a las mismas incompatibilidades que los parlamentarios profesional. Además, no pueden tener un puesto de dirección en empresa privada o nacional (igual que los parlamentarios) ni en una organización política.

## Los diferentes niveles del poder

### Las colectividades nacionales
Una colectividad territorial es una estructura administrativa, distinta de la administración central estatal, que se encarga de misiones en un territorio delimitado, región, departamento o comuna.
 Estatuto y características 

Las colectividades territoriales o locales tienen un estatuto oficial; están mencionadas en la constitución. Hasta la revisión constitucional del 28 de marzo de 2003, había una diferencia entre colectividad local y territorial, pero ahora sólo el segundo término existe jurídicamente. Su estatuto es determinado por el artículo 34 y el título XII de la Constitución y varios decretos y leyes. Estos textos son reunidos en un Código general de las colectividades territoriales.

Mapa de Francia con las regiones y los departamentos.

Hay tres criterios que definen una colectividad:
- Tiene una personalidad moral, así puede actuar en materia de justicia. Con las leyes de descentralización, la colectividad tiene una autonomía administrativa. También tiene sus propios empleados y su propio presupuesto. Al revés, los ministerios y servicios estatales no son personas morales, sólo son administraciones estatales.
- Tiene competencias propias, pero otorgadas y decididas por el Parlamento. Así la colectividad no tiene ninguna soberanía y no puede crear de ella mismo nuevos organismos.
- Tiene un poder ejecutivo, ejercido mediante la deliberación de un consejo de representantes elegidos. Después, las decisiones son aplicadas por los poderes ejecutivos locales.

Desde la revisión constitucional del 28 de marzo de 2003, el artículo 72 de la Constitución define cuatro “colectividades territoriales de la República”:
- las comunas (36 873)
- los departamentos (96), y 4 departamentos de ultramar (DOM) (Guadalupe, Guyana, Martinica et La Reunión).
- las regiones (22) y 4 regiones de ultramar (ROM) (Guadalupe, Guyana, Martinica et La Reunión).
- las colectividades con estatuto particular, notablemente Córcega, París, Lyon, Marsella.
- las colectividades de ultramar: Mayotte, Saint-Pierre-et-Miquelon, las islas Wallis y Futuna, la Polinesia francesa, y desde 2007, Saint-Martin y Saint-Barthélemy. En 2009, Mayotte pasó a ser una región de ultramar.

La mayor parte de la colectividades territoriales siguen las mismas reglas de funcionamiento definidas por la Constitución y los decretos y leyes. Son compuestas de:
- una asamblea elegida con el sufragio universal directo. Según el nivel territorial, la asamblea es un consejo municipal, general o regional.
- un poder ejecutivo elegido por la asamblea. Este representante es un mayor y sus ayudantes, el presidente de los consejos general y regional.
- un consejo económico y social general.

 La descentralización 
La descentralización es un proceso con el que la administración central transfiere ciertas competencias y recursos a las colectividades territoriales. Esas gozan de una autonomía de decisión y de su propio presupuesto, pero bajo la vigilancia de un representante de la administración central, que averigua la legalidad de los actos de las colectividades. Con esta autonomía, es posible tomar en cuenta la variedad de las situaciones locales para llevar soluciones adaptadas. La descentralización es diferente de la desconcentración. La desconcentración es la delegación de los poderes de la administración central a servicios y agencias exteriores bajo control del Estado y sin ninguna autonomía.
El proceso de descentralización empezó en 1982. La ley del 2 de marzo de 1982 sobre los derechos y libertades de las comunas, departamentos y regiones es la primera y más importante ley de descentralización de la historia de la República francesa. Logró tres reformas:
- La supresión de la tutela administrativa. El prefecto ya no ejerce control sobre los actos de las colectividades pero solo sobre la legalidad de esos actos. Los actos y decisiones de las colectividades se aplican en cuanto son publicados. El prefecto no puede exigir la retractación de un acto considerado como ilegal, debe solicitar el tribunal administrativo dentro de dos meses, es la única solución para cancelar un texto. El prefecto debe avisar la colectividad de aso e indicar todos sus desacuerdos.
- La transferencia del poder ejecutivo a los departamentos y a las regiones. Antes, el prefecto estaba encargado con la aplicación de las decisiones de los departamentos y de las regiones. Ahora es el presidente del consejo general y del consejo regional.
- La transformación de las regiones en colectividades territoriales. Así las regiones tiene el mismo estatuto que los departamentos y las comunas.

Varias leyes completaron estas primeras medidas. Las primeras transferencias de competencias fueron realizadas por dos leyes del 1983. Una ley de 1984 definió el estatuto de los agentes empleados por las colectividades territoriales: es la creación de la función pública territorial. Una ley de 1987 reforzó el poder de nominación de las colectividades. Una ley de 1992 organizó la cooperación entre las colectividades y el desarrollo de vínculos entre ellas, lo que se llama oficialmente la "intercomunalidad".
La ley del 28 de marzo de 2003 reactivó el proceso de descentralización. Es una ley constitucional, es decir que modifica la constitución. La ley añade varios puntos en la constitución. Establece que «la organización de la República es descentralizada» (artículo uno). Reafirma que la región es una colectividad territorial y el principio de la autonomía financiera de la colectividades (artículo 72). Por fin crea la posibilidad de referéndums locales que tienen un poder de decisión (artículo 72 también). Una ley de 2004 organizó otras transferencias de poderes.

### Las instituciones europeas

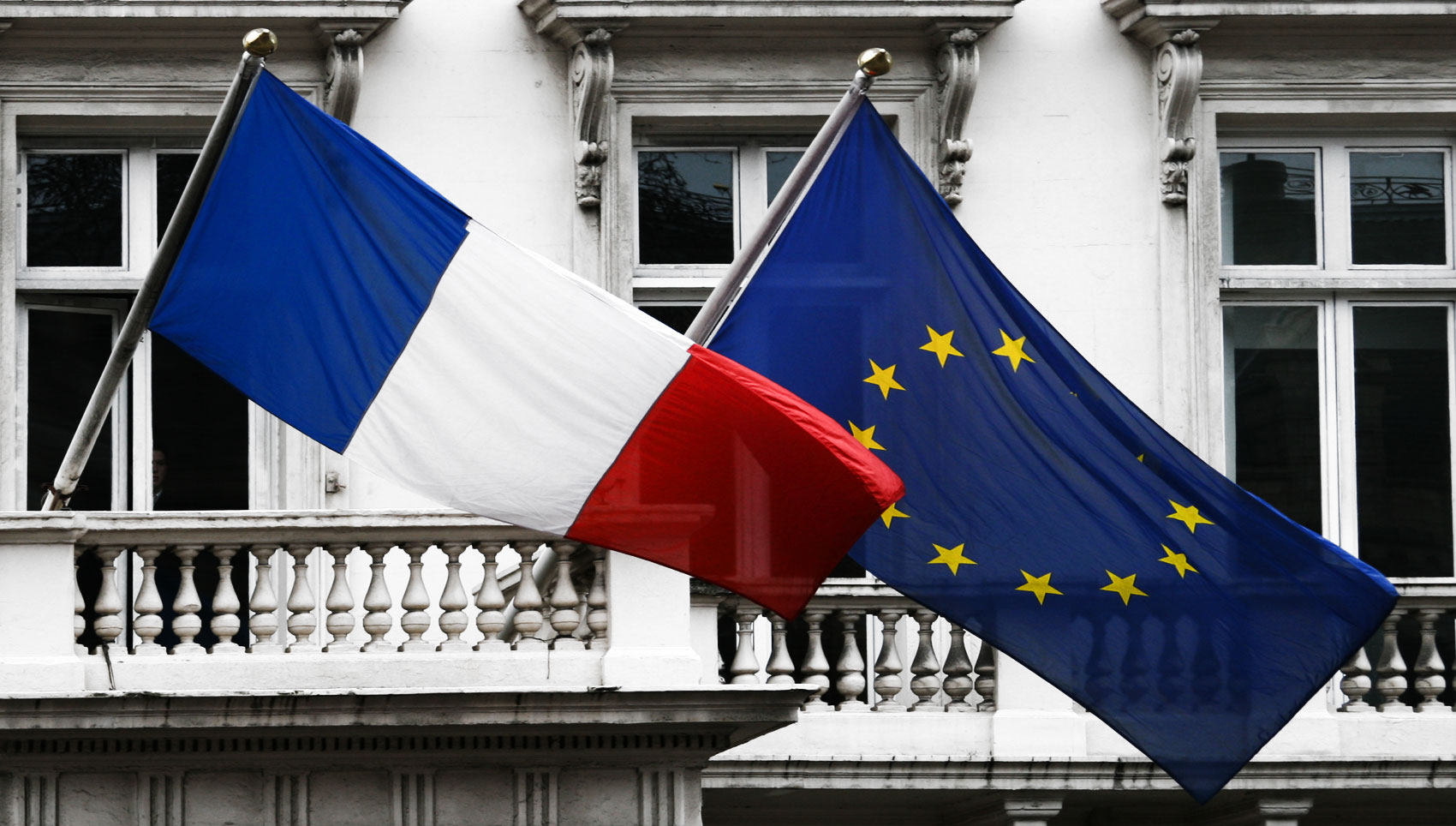
Las instituciones europeas se han añadido a los instituciones nacionales